# ألين ماكماهون
ألين لافين ماكماهون (3 مايو 1899 - 12 أكتوبر 1991)، كانت ممثلة أمريكية. بدأت حياتها المهنية على المسرح عام 1921. عملت بشكل مكثف في السينما والتلفزيون حتى تقاعدها عام 1975. تم ترشيحها لجائزة الأوسكار لأفضل ممثلة مساعدة عن أدائها في فيلم «Dragon Seed 1944» 

## حياتها
ولدت ماكماهون في مدينة ماكيسبورت بولاية بنسلفانيا، كان والدها محررًا في وكالة أسوشيتد برس ومحررًا لمجلة «Munsey's Magazine».
نشأت ماكماهون في بروكلين  في مدينة نيويورك وتلقت تعليمها في المدرسة العامة 103، ومدرسة إيراسموس هول الثانوية (بروكلين) وكلية بارنارد.
ظهرت ماكماهون في بدايتها الاحترافية عام 1914. بدأت في الظهور في برودواي عام 1921 في The Madras House. 
في 28 مارس 1928 ، تزوجت ماكماهون من كلارنس شتاين، مهندس معماري ومخطط مدينة، عاشت في لوس أنجلوس. توفي عام 1975. لم يكن لديهم أطفال. كانت ماكماهون رئيسة لمسرح مكتبة إيكويتي في عام 1950. نظمت إنتاجات للمسارح المجتمعية وكانت نشطة في جمعيات الإغاثة الخيرية.
توفيت ماكماهون عام 1991 عن عمر يناهز 92 عامًا بسبب التهاب رئوي في مدينة نيويورك، بعد سبع سنوات من وفاة والدتها جيني التي توفيت عن عمر يناهز 106 عامًا في عام 1984.

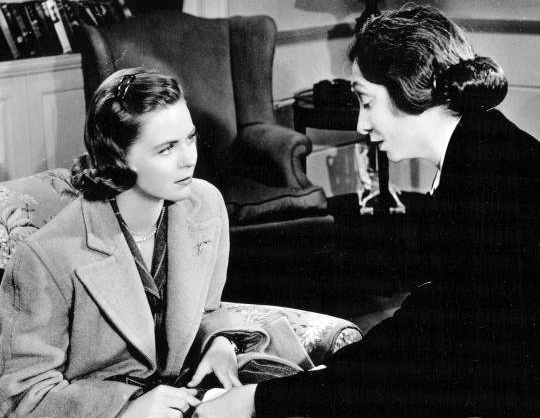
دوروثي ماكجواير وألين ماكماهون في (1944)

تحتوي مكتبة نيويورك العامة على مجموعة من أوراق ماكماهون التي توثق جوانب مختلفة من حياتها. تم وضعهم في قسم مسرح بيلي روز بالمكتبة.

## روابط خارجية
ألين ماكماهون على موقع IMDb (الإنجليزية)
- ألين ماكماهون على موقع ألو سيني (الفرنسية)
- ألين ماكماهون على موقع تيرنر كلاسيك موفيز (الإنجليزية)
- ألين ماكماهون على موقع أول موفي (الإنجليزية)
- ألين ماكماهون على موقع قاعدة بيانات برودواي على الإنترنت (الإنجليزية)
- ألين ماكماهون على موقع قاعدة بيانات الأفلام السويدية (السويدية)
- ألين ماكماهون على موقع إن إن دي بي (الإنجليزية)
- ألين ماكماهون على موقع قاعدة بيانات الفيلم (الإنجليزية)
- ألين ماكماهون على موقع كينوبويسك (الروسية)